# Campionati del mondo di ciclismo su strada 2009 - Gara in linea maschile Under-23
La gara in linea Uomini Under-23 dei Campionati del mondo di ciclismo su strada 2009 è stata corsa il 26 settembre nel territorio circostante Mendrisio, in Svizzera, e ha affrontato un percorso totale di 179,4 km. È stata vinta dal francese Romain Sicard, che ha concluso il circuito in 4h41'54".
Alla gara venivano ammessi i corridori nati dal 1987 al 1990 inclusi, a meno che non fossero tesserati per una squadra Professionistica UCI. In tal caso avrebbero dovuto partecipare alla gara Elite.

## Percorso
La gara partiva dalla zona degli impianti sportivi di Mendrisio. Il circuito prevedeva due asperità: la prima chiamata "Acquafresca", dopo circa 2 km, lunga 1600 metri che attraversav Mendrisio e si portava a Castel San Pietro, con una pendenza media del 10%, seguita da 4580 m di discesa, tecnicamente difficile, che porta a Balerna.
Dopo 1420 m iniziava la seconda ascesa, quella della Torrazza di Novazzano (popolarmente conosciuta come Turascia), 1750 m di lunghezza con pendenze massime attorno al 10%, che nel 1971 vide battersi Felice Gimondi ed Eddy Merckx. Raggiunta Novazzano 800 metri di discesa e poi il tratto pianeggiante che conduceva fino al traguardo a Mendrisio.
Il circuito misurava 13,800 km e veniva affrontato tredici volte.

## Squadre e corridori partecipanti
| N.    | Cod. | Squadra         |
| ----- | ---- | --------------- |
| 1-6   | COL  | Colombia        |
| 7-12  | FRA  | Francia         |
| 13-18 | GER  | Germania        |
| 19-24 | DEN  | Danimarca       |
| 25-30 | SLO  | Slovenia        |
| 31-35 | USA  | Stati Uniti     |
| 36-40 | RUS  | Russia          |
| 41-46 | BEL  | Belgio          |
| 47-51 | NED  | Paesi Bassi     |
| 52-55 | BLR  | Bielorussia     |
| 56-59 | CZE  | Repubblica Ceca |
| 60-62 | RSA  | Sud Africa      |
| 63-67 | ESP  | Spagna          |
| 68-72 | GBR  | Gran Bretagna   |
| 73    | POR  | Portogallo      |
| 74-78 | NOR  | Norvegia        |
| 79-83 | ITA  | Italia          |
| 84-87 | UKR  | Ukraina         |
| 88    | LAT  | Lettonia        |
| 89-93 | SUI  | Svizzera        |
| 94    | ERI  | Eritrea         |
| 95-98 | EST  | Estonia         |

| N.      | Cod. | Squadra       |
| ------- | ---- | ------------- |
| 99-102  | CAN  | Canada        |
| 103     | MDA  | Moldavia      |
| 104-106 | LUX  | Lussemburgo   |
| 107     | SRB  | Serbia        |
| 108-110 | LTU  | Lituania      |
| 111-113 | BRA  | Brasile       |
| 114     | IRI  | Iran          |
| 115-119 | KAZ  | Kazakhstan    |
| 120-124 | POL  | Polonia       |
| 125-127 | THA  | Thailandia    |
| 128-129 | VEN  | Venezuela     |
| 130-134 | SVK  | Slovacchia    |
| 135-136 | ISR  | Israele       |
| 137-139 | HUN  | Ungheria      |
| 140-144 | AUS  | Australia     |
| 145-149 | AUT  | Austria       |
| 150-152 | JPN  | Giappone      |
| 153-155 | NZL  | Nuova Zelanda |
| 156-157 | SWE  | Svezia        |
| 158-161 | TUR  | Turchia       |
| 162-163 | MEX  | Messico       |
| 164-166 | CRC  | Costa Rica    |

## Resoconto degli eventi
Gara decisa all'ultimo passaggio sull'Acquafresca, quando il basco francese Sicard ha staccato il compagno di fuga Kreder ed è riuscito ad arrivare da solo al traguardo di Mendrisio.

## Ordine d'arrivo (Top 10)
| Pos. | Corridore               | Squadra       | Tempo    |
| ---- | ----------------------- | ------------- | -------- |
| 1    | Romain Sicard           | Francia       | 4h41'54" |
| 2    | Carlos Alberto Betancur | Colombia      | a 27"    |
| 3    | Egor Silin              | Russia        | s.t.     |
| 4    | Peter Kennaugh          | Gran Bretagna | a 49"    |
| 5    | Jérôme Baugnies         | Belgio        | a 54"    |
| 6    | Marko Kump              | Slovenia      | s.t.     |
| 7    | Y. Nepomnyachshiy       | Kazakistan    | s.t.     |
| 8    | Cayetano Sarmiento      | Colombia      | s.t.     |
| 9    | Matthias Brändle        | Austria       | a 1'00"  |
| 10   | Damiano Caruso          | Italia        | a 1'33"  |